# Loriotus cristatus
El tangara crestifuego (Loriotus cristatus), también denominado frutero de cresta rojiza (en Venezuela), tangara crestiflama (en Ecuador), parlotero crestado (en Colombia) o tangara cresta de fuego (en Perú), es una especie de ave paseriforme de la familia Thraupidae perteneciente al género Loriotus, antes situada en Tachyphonus. Es nativo del norte y este de América del Sur.

## Distribución y hábitat
Se distribuye en dos grande áreas disjuntas: una abarcando desde el sur y este de Colombia hacia el este por el sur y este de Venezuela, Guyana, Surinam y Guayana Francesa, hacia el sur por el este de Ecuador, norte y sureste de Perú, hasta el norte de Bolivia, toda la Amazonia brasileña y parte del centro oeste hasta el sur de Mato Grosso y la otra en una faja costera del este de Brasil, desde Rio Grande do Norte hasta el norte de Santa Catarina.
Esta especie, ampliamente diseminada, es generalmente común en sus hábitat naturales: el estrato medio y el dosel del bosque de las tierras bajas y llanuras aluviales, con menor frecuencia en los bordes de los bosques, bosques secundarios y árboles en pequeños claros adyacentes, por debajo de los 1400 m de altitud.

## Descripción
En promedio mide 15 cm de longitud y pesa 19 g. El plumaje del macho es negro con cresta de color anaranjado rojizo; la parte baja de la espalda y el centro de la garganta son de color ante o leonado; coberteras y bajo las alas con pintas blancas; pico negro con base plateada. La hembra es de color canela o castaño rufo, con corona y mejilla grisáceas, garganta blancuzca a ante grisácea; partes inferiores color ante ocráceo brillante; pico gris. Los machos recolectados de la subespecie T. c. nattereri carecen del parche color ante o leonado en el centro de la garganta.

## Comportamiento
Vive en pareja que generalmente busca alimento en la copa de los árboles a una buena altura, revolviendo activamente el follaje; típicamente acompaña bandadas mixtas de otros tangaras, furnáridos y otras aves.

### Alimentación
Se alimenta principalmente de insectos, pero también consume frutos y semillas.

### Reproducción
Durante la temporada de apareamiento, el macho suelen exhibir ante la hembra sus coberteras subalares y su cresta. Construye un nido en forma de cesta pequeña en el sotobosque. La hembra pone dos huevos.

### Vocalización
Vocaliza poco; al deslocarse da un «zip» fino, a veces repetido.

## Sistemática

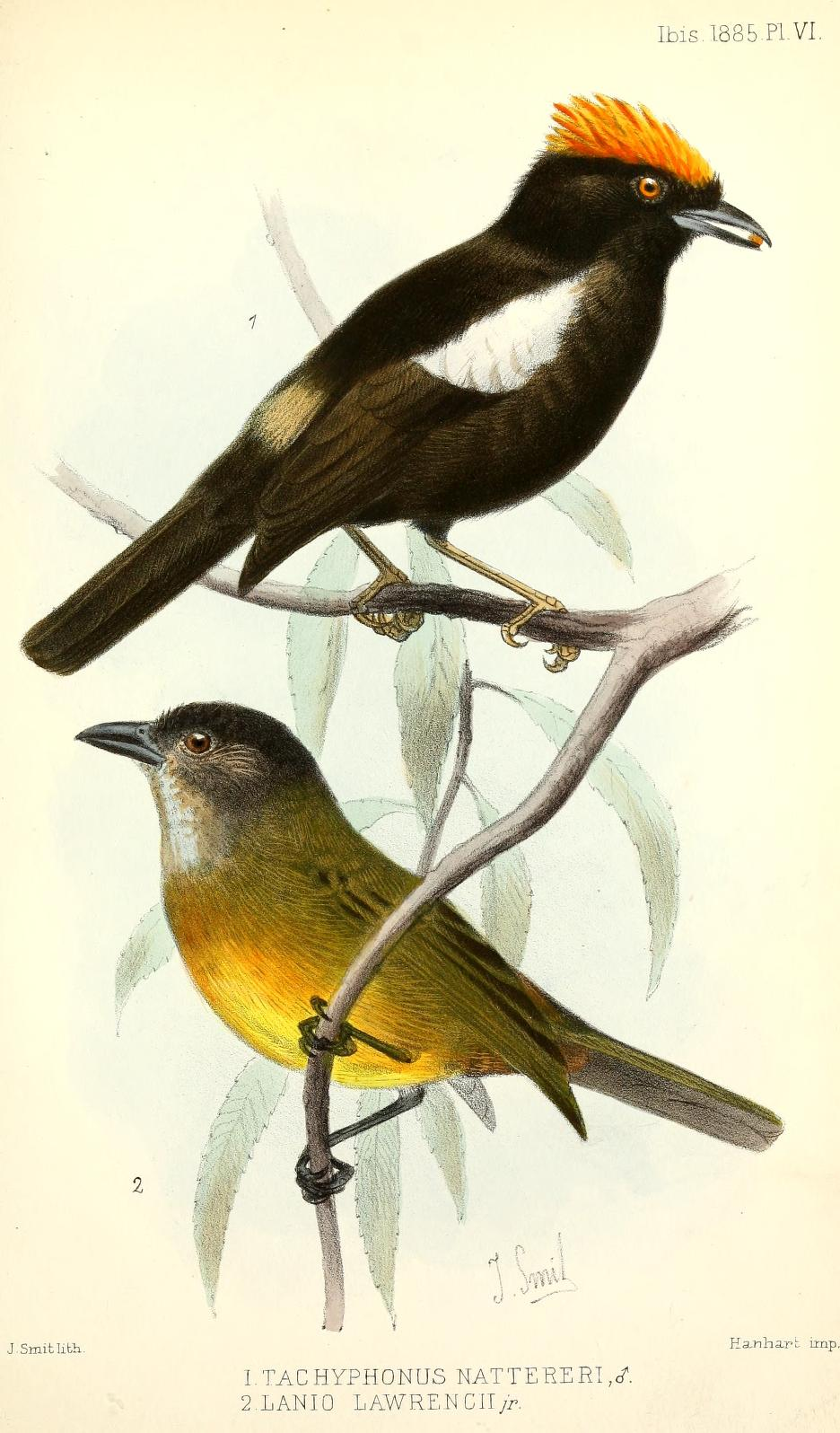
Tachyphonus cristatus (arriba); ilustración de Smit, para The Ibis, 1885.

### Descripción original
La especie L. cristatus fue descrita por primera vez por el naturalista sueco Carlos Linneo en 1766 bajo el nombre científico Tanagra cristata; su localidad tipo es  «Cayena, Guayana francesa».

### Etimología
El nombre genérico masculino «Loriotus» deriva de la palabra francesa «loriot», que es el nombre común de la oropéndola europea Oriolus oriolus; y el nombre de la especie «cristatus», del latín: crestado, con cresta.<

### Taxonomía
En los años 2010, publicaciones de filogenias completas de grandes conjuntos de especies de la familia Thraupidae basadas en muestreos genéticos, permitieron comprobar lo que ya era sugerido por otros autores anteriormente: que el género Tachyphonus era polifilético, con las especies antes denominadas Tachyphonus cristatus, T. rufiventer y T. luctuosus formando un clado bien caracterizado distante del resto de las especies. Burns et al. (2016) propusieron separar las tres especies citadas en un nuevo género Islerothraupis. La inclusión de las tres especies y el género Islerothraupis fueron reconocidos en la Propuesta N° 730.05 al Comité de Clasificación de Sudamérica (SACC).
Posteriormente, se descubrió que existía un género Loriotus disponible, descrito por el zoólogo polaco Feliks Paweł Jarocki en 1821, cuya especie tipo era Tanagra cristata, o sea el presente taxón, por lo que Islerothraupis se convirtió en un sinónimo posterior del mismo. Esta corrección taxonómica fue aprobada en la Propuesta N° 836 al SACC.
Los datos genéticos indican que la presente especie es hermana de Loriotus rufiventer y que L. luctuosus es hermana de ambas.
La presente especie exhibe marcantes variaciones geográficas de plumaje, con los límites raciales pobremente definidos. El taxón nattereri, con plumaje del macho bien distinguida, podría representar una especie separada pero usualmente es considerada como una subespecie de la presente o como una aberración de madeirae; un espécimen de hembra que se pensó ser de nattereri fue después reasignado a madeirae (el reciente “descubrimiento” de un espécimen adicional, presumiblemente de nattereri, puede elucidar esta cuestión). El rango taxonómico de la aislada subespecie litoránea oriental brunneus también merece investigación. Dada la cantidad y complejidad de las variaciones entre estas especies, y al hecho de que, por otra parte, las diferencias entre algunas subespecies parecen triviales, una revisión taxonómica completa parece garantizada.
El Comité Brasileño de Registros Ornitológicos (CBRO) en su Edición 2014 de la Lista de Aves de Brasil agrupa a la presente especie en el género Lanio, bajo el nombre científico Lanio cristatus y eleva al rango de especie a la subespecie L. cristatus nattereri bajo el nombre Lanio nattereri.

### Subespecies
Según la clasificación del Congreso Ornitológico Internacional (IOC) se reconocen diez subespecies, con su correspondiente distribución geográfica:
- Loriotus cristatus cristatus (Linnaeus, 1766) - Guayana francesa y noreste de Brasil (norte del río Amazonas y este del río Nhamundá).
- Loriotus cristatus intercedens (Berlepsch, 1880) – este de Venezuela (este del río Caroní) al este hasta Guyana y Surinam.
- Loriotus cristatus orinocensis (J.T. Zimmer & Phelps, Sr, 1945) – extremo este de Colombia y sur y sureste de Venezuela (norte y este de Amazonas y oeste de Bolívar al este hasta los ríos Paragua y Caroní).
- Loriotus criatatus cristatellus (P.L. Sclater, 1862) – sureste de Colombia (Meta) y sur de Venezuela (suroeste de Amazonas) hacia el sur hasta el extremo noroeste del Perú y noroeste de Brasil (sur y este hasta Manaus).
- Loriotus cristatus fallax (J.T. Zimmer, 1945) – sur de Colombia (sureste de Nariño), este de Ecuador y norte del Perú (al sur hasta el bajo río Ucayali).
- Loriotus cristatus huarandosae (Chapman, 1925) – Huarandosa (en el valle de Chinchipe, cerca del valle del Marañón) en el norte de Perú.
- Loriotus cristatus madeirae (Hellmayr, 1910) – centro de Brasil al sur del Amazonas (desde Teffé al este hasta el río Xingú y al sur en Mato Grosso), también adyacencias del sureste del Perú (este de Madre de Dios) y Bolivia (Pando y norte del Beni).
- Loriotus cristatus nattereri (Pelzeln, 1870) – centro oeste de Mato Grosso (cerca de Cáceres), en el suroeste de Brasil.
- Loriotus cristatus pallidigula (J.T. Zimmer, 1945) – noreste de Brasil (Pará y bajo río Tocantins).
- Loriotus cristatus brunneus (Spix, 1825) – este de Brasil desde Río Grande do Norte hacia el sur, discontinuamente, hasta el noreste de Santa Catarina; posiblemente también Maranhão al este hasta Paraíba.